# 大塚学
大塚 学（おおつか まなぶ、1982年 - ）は、日本のアニメーションプロデューサー。MAPPA代表取締役社長、コントレール代表取締役。

## 略歴
STUDIO 4℃を経て、2011年にMAPPAの設立に参画し2016年より同社の代表取締役社長に就任。
2019年、MAPPAのグループ会社として片渕須直と共に「コントレール」を設立し代表取締役に就任。
2022年に放送された『チェンソーマン』では製作委員会方式を用いず、当時MAPPAの取締役であった木村誠と共にMAPPA一社のみによる出資を集英社に提案した。一社のみによる出資に関して、大塚は「今は世界中でアニメがビジネスとして注目されている。ただアニメの製作委員会などでグッズや配信の権利を持つ会社はかなりの利益を稼いでいる一方、制作会社は業界内で一番稼げない構造になっている。そんな中で、制作会社が利益を得るために必要な手段として『100％出資』にチャレンジした」と語っている。

## 参加作品

### テレビアニメ
2012年
- 坂道のアポロン（アニメーションプロデューサー）

2013年
- てーきゅう（第2・3期、アニメーションプロデューサー）

2014年
- 牙狼-GARO- -炎の刻印-（アニメーションプロデューサー）
- 残響のテロル（アニメーションプロデューサー）
- 神撃のバハムート GENESIS（アニメーションプロデューサー）

2015年
- パンチライン（アニメーションプロデューサー）

2016年
- DAYS（アニメーションプロデューサー）
- ユーリ!!! on ICE（製作）

2017年
- 神撃のバハムート VIRGIN SOUL（プロデューサー）
- アイドル事変（プロデューサー）
- いぬやしき（クリエイティブプロデューサー）
- 賭ケグルイ（企画）
- 牙狼-GARO- -VANISHING LINE-（制作プロデューサー）

2018年
- BANANA FISH（アニメーションプロデューサー）
- ゾンビランドサガ（製作・アニメーションプロデューサー）

2019年
- 賭ケグルイ××（企画）
- さらざんまい（アニメーションプロデューサー）
- どろろ（プロデュース・企画）
- GRANBLUE FANTASY The Animation Season 2（企画）
- かつて神だった獣たちへ（制作統括）

2020年
- 進撃の巨人 The Final Season（2020年 - 2021年、企画・プロデュース・エグゼクティブプロデューサー）
- 呪術廻戦（製作・制作統括）
- ドロヘドロ（制作統括）
- LISTENERS リスナーズ（制作統括）
- 恋とプロデューサー〜EVOL×LOVE〜（企画）
- 体操ザムライ（製作・制作統括・企画）

2021年
- ゾンビランドサガ リベンジ（製作・制作統括）
- 平穏世代の韋駄天達（製作・制作統括・企画）
- RE-MAIN（製作・アニメーションプロデューサー）
- takt op.Destiny（企画）

2022年
- チェンソーマン（企画）
- ダンス・ダンス・ダンスール（企画）
- 進撃の巨人 The Final Season Part 2（企画・プロデュース・エグゼクティブプロデューサー）

2023年
- 地獄楽（企画）
- 呪術廻戦（第2期、製作・制作統括）
- 進撃の巨人 The Final Season 完結編（企画・プロデュース）
- とんでもスキルで異世界放浪メシ（企画）

2024年
- ぶっちぎり?!（製作）
- 忘却バッテリー（企画）
- らんま1/2（企画）

2025年
- 全修。（エグゼクティブプロデューサー）

### 劇場アニメ
2022年
- 劇場版 呪術廻戦 0（共同製作）

2023年
- アリスとテレスのまぼろし工場（製作・企画・プロデューサー）

### OVA
2017年
- 神撃のバハムート GENESIS Short story（アニメーションプロデューサー）

2020年
- GRANBLUE FANTASY The Animation Season 2 ジータ篇：Extra 1（企画）